# Sven Fischer
Sven Fischer (Smalcalda, 16 aprile 1971) è un ex biatleta tedesco, tra i più titolati nella storia della disciplina.

## Biografia

### Carriera nel biathlon
Fischer ha fatto il suo esordio in Coppa del Mondo nel 1992, senza aver vinto alcun titolo a livello juniores. Nella sua prima stagione in Coppa è tuttavia riuscito a vincere immediatamente una sprint a Kontiolahti (Finlandia) e a ottenere il sesto posto in classifica generale.
Fischer ha vinto due Coppe del Mondo, nelle stagioni 1996-1997 e 1998-1999, ed è stato tre volte campione olimpico con la staffetta tedesca. Ai XX Giochi olimpici invernali di Torino 2006 ha ottenuto anche una medaglia d'oro individuale nella prova sprint grazie a un'ottima prova al poligono di tiro. Ai Giochi olimpici invernali ha inoltre ottenuto altre quattro medaglie individuali (un argento e tre bronzi), più un argento con la staffetta.
Le sue caratteristiche di biatleta (una buona precisione al poligono, una buona andatura sugli sci e una straordinaria capacità di recuperare nell'ultima parte di gara) gli hanno fatto attribuire il soprannome de "Lo squalo". Altra caratteristica di Fischer era quella di presentarsi al via di ogni gara senza i guanti protettivi, anche quando le temperature erano proibitive; ciò gli ha fatto perdere l'ultima Coppa del Mondo per la quale è stato in gara, quella del 2004-2005, per un improvviso congelamento ai meno 20 gradi in quel di Chanty-Mansijsk (Russia).

### Altre attività
Dopo il ritiro è divenuto commentatore sportivo per una rete televisiva tedesca.

## Palmarès

### Olimpiadi
- 8 medaglie:
  - 4 ori (staffetta[2] a Lillehammer 1994; staffetta[2] a Nagano 1998; sprint[2], staffetta[2] a Torino 2006)
  - 2 argenti (sprint[2], staffetta[2] a Salt Lake City 2002)
  - 2 bronzi (individuale[2] a Lillehammer 1994; inseguimento[2] a Torino 2006)

### Mondiali
- 21 medaglie:
  - 7 ori (gara a squadre[2] a Borovec 1993; staffetta[2] ad Anterselva 1995; staffetta[2] a Osrblie 1997; individuale[2], partenza in linea[2] a Kontiolahti/Oslo 1999; staffetta[2] a Chanty Mansijsk 2003; staffetta[2] a Oberhof 2004)
  - 6 argenti (staffetta[2] a Ruhpolding 1996; gara a squadre[2] a Pokljuka/Hochfilzen 1998; partenza in linea[2] a Oslo 2002; partenza in linea[2] a Chanty Mansijsk 2003; sprint[2], partenza in linea[2] a Hochfilzen/Chanty Mansijsk 2005)
  - 8 bronzi (staffetta[2] a Borovec 1993; inseguimento[2] a Kontiolahti/Oslo 1999; staffetta[2] a Oslo/Lahti 2000; inseguimento[2], partenza in linea[2] a Pokljuka 2001; inseguimento[2] a Oberhof 2004; inseguimento[2] a Hochfilzen/Chanty Mansijsk 2005; staffetta[2] ad Anterselva 2007)

### Coppa del Mondo
- Vincitore della Coppa del Mondo nel 1997 e nel 1999
- Vincitore della Coppa del Mondo di sprint nel 1999 e nel 2002
- Vincitore della Coppa del Mondo di inseguimento nel 1998 e nel 2005
- Vincitore della Coppa del Mondo di partenza in linea nel 1999 e nel 2001
- 108 podi (76 individuali, 32 a squadre[3]), oltre a quelli conquistati in sede olimpica e iridata e validi anche ai fini della Coppa del Mondo:
  - 44 vittorie (30 individuali, 14 a squadre)
  - 28 secondi posti (16 individuali, 12 a squadre)
  - 36 terzi posti (30 individuali, 6 a squadre)

#### Coppa del Mondo - vittorie
| Data             | Località          | Nazione     | Specialità                                             |
| ---------------- | ----------------- | ----------- | ------------------------------------------------------ |
| 20 marzo 1993    | Kontiolahti       | Finlandia   | SP                                                     |
| 20 gennaio 1994  | Anterselva        | Italia      | IN                                                     |
| 12 marzo 1994    | Hinton            | Canada      | SP                                                     |
| 14 dicembre 1995 | Oslo Holmenkollen | Norvegia    | IN                                                     |
| 16 dicembre 1995 | Oslo Holmenkollen | Norvegia    | SP                                                     |
| 30 novembre 1996 | Lillehammer       | Norvegia    | SP                                                     |
| 1º dicembre 1996 | Lillehammer       | Norvegia    | PU                                                     |
| 8 dicembre 1996  | Östersund         | Svezia      | RL (con Ricco Groß, Peter Sendel e Frank Luck)         |
| 8 marzo 1997     | Nagano            | Giappone    | SP                                                     |
| 20 dicembre 1997 | Kontiolahti       | Finlandia   | PU                                                     |
| 18 gennaio 1998  | Anterselva        | Italia      | RL (con Ricco Groß, Peter Sendel e Frank Luck)         |
| 18 dicembre 1998 | Osrblie           | Slovacchia  | RL (con Ricco Groß, Peter Sendel e Frank Luck)         |
| 19 dicembre 1998 | Osrblie           | Slovacchia  | SP                                                     |
| 20 dicembre 1998 | Osrblie           | Slovacchia  | PU                                                     |
| 10 gennaio 1999  | Oberhof           | Germania    | RL (con Ricco Groß, Peter Sendel e Frank Luck)         |
| 14 gennaio 1999  | Ruhpolding        | Germania    | RL (con Ricco Groß, Peter Sendel e Frank Luck)         |
| 24 gennaio 1999  | Anterselva        | Italia      | RL (con Ricco Groß, Peter Sendel e Frank Luck)         |
| 26 febbraio 1999 | Lake Placid       | Stati Uniti | SP                                                     |
| 12 marzo 1999    | Oslo Holmenkollen | Norvegia    | SP                                                     |
| 13 gennaio 2000  | Ruhpolding        | Germania    | RL (con Frank Luck, Peter Sendel e Ricco Groß)         |
| 12 marzo 2000    | Lahti             | Finlandia   | PU                                                     |
| 18 marzo 2000    | Chanty-Mansijsk   | Russia      | PU                                                     |
| 7 gennaio 2001   | Oberhof           | Germania    | MS                                                     |
| 20 gennaio 2001  | Anterselva        | Italia      | RL (con Marco Morgenstern, Frank Luck e Ricco Groß)    |
| 18 marzo 2001    | Oslo Holmenkollen | Norvegia    | MS                                                     |
| 16 gennaio 2002  | Ruhpolding        | Germania    | RL (con Ricco Groß, Peter Sendel e Frank Luck)         |
| 20 gennaio 2002  | Ruhpolding        | Germania    | PU                                                     |
| 9 marzo 2002     | Östersund         | Svezia      | SP                                                     |
| 16 marzo 2002    | Lahti             | Finlandia   | RL (con Ricco Groß, Michael Greis e Frank Luck)        |
| 23 marzo 2002    | Oslo Holmenkollen | Norvegia    | PU                                                     |
| 20 febbraio 2003 | Östersund         | Svezia      | SP                                                     |
| 6 dicembre 2003  | Kontiolahti       | Finlandia   | RL (con Peter Sendel, Ricco Groß e Frank Luck)         |
| 22 gennaio 2004  | Anterselva        | Italia      | IN                                                     |
| 6 marzo 2004     | Fort Kent         | Stati Uniti | MS                                                     |
| 4 dicembre 2004  | Beitostølen       | Norvegia    | PU                                                     |
| 9 dicembre 2004  | Oslo Holmenkollen | Norvegia    | IN                                                     |
| 12 dicembre 2004 | Oslo Holmenkollen | Norvegia    | PU                                                     |
| 7 gennaio 2005   | Oberhof           | Germania    | SP                                                     |
| 16 marzo 2005    | Chanty-Mansijsk   | Russia      | SP                                                     |
| 11 dicembre 2005 | Hochfilzen        | Austria     | RL (con Ricco Groß, Alexander Wolf e Michael Greis)    |
| 15 dicembre 2005 | Osrblie           | Slovacchia  | IN                                                     |
| 18 dicembre 2005 | Osrblie           | Slovacchia  | PU                                                     |
| 4 gennaio 2006   | Oberhof           | Germania    | RL (con Ricco Groß, Alexander Wolf e Michael Greis)    |
| 12 gennaio 2006  | Ruhpolding        | Germania    | RL (con Michael Rösch, Alexander Wolf e Michael Greis) |

Legenda:

IN = individuale

SP = sprint

PU = inseguimento

MS = partenza in linea

RL = staffetta